# Atletiek op de Olympische Zomerspelen 2000 – 20 kilometer snelwandelen vrouwen
Het 20 kilometer snelwandelen voor vrouwen op de Olympische Spelen van 2000 in Sydney vond plaats op donderdag 28 september in Sydney. De start was om 10:45.

## Records
Voor dit onderdeel waren het wereldrecord en olympisch record als volgt.
| Wereldrecord     | 1:25.18                                    | Tatjana Goedkova                           | RUS                                        | Moskou                                     | 19 mei 2000                                |
| Olympisch record | nieuw evenement, nog geen olympisch record | nieuw evenement, nog geen olympisch record | nieuw evenement, nog geen olympisch record | nieuw evenement, nog geen olympisch record | nieuw evenement, nog geen olympisch record |

## Uitslag
De volgende afkortingen worden gebruikt:
- DSQ Gediskwalificeerd
- DNF Niet gefinisht
- OR Olympisch record

| Rang   | Naam                    | Land | Tijd         |
| ------ | ----------------------- | ---- | ------------ |
| Goud   | Wang Liping             | CHN  | 1:29.05 (OR) |
| Zilver | Kjersti Tysse Plätzer   | NOR  | 1:29.33      |
| Brons  | María Vascó             | ESP  | 1:30.23      |
| 4      | Erica Alfridi           | ITA  | 1:31.25      |
| 5      | María Guadalupe Sánchez | MEX  | 1:31.33      |
| 6      | Norica Cîmpean          | ROU  | 1:31.50      |
| 7      | Kerry Saxby-Junna       | AUS  | 1:32.02      |
| 8      | Tatjana Goedkova        | RUS  | 1:32.35      |
| 9      | Nataliya Misyulya       | BLR  | 1:33.08      |
| 10     | Gillian O'Sullivan      | IRL  | 1:33.10      |
| 11     | Athina Papagianni       | GRE  | 1:33.14      |
| 12     | Valentyna Savchuk       | UKR  | 1:33.22      |
| 13     | Ana Maria Groza         | ROU  | 1:33.38      |
| 14     | Susana Feitor           | POR  | 1:33.53      |
| 15     | Yuan Yu Fang            | MAS  | 1:34.19      |
| 16     | Kristina Saltanovič     | LTU  | 1:34.24      |
| 17     | Michelle Rohl           | USA  | 1:34.26      |
| 18     | Mária Rosza-Urbanik     | HUN  | 1:34.45      |
| 19     | Beate Anders-Gummelt    | GER  | 1:34.59      |
| 20     | Encarnación Granados    | ESP  | 1:35.06      |
| 21     | Svetlana Tolstaya       | KAZ  | 1:35.19      |
| 22     | Nora Leksir             | FRA  | 1:35.29      |
| 23     | Fatiha Ouali            | FRA  | 1:35.35      |
| 24     | Vira Zozulia            | UKR  | 1:35.43      |
| 25     | Kim Mi-Jeong            | KOR  | 1:36.09      |
| 26     | Mara Ibañez             | MEX  | 1:36.17      |
| 27     | Eva Pérez               | ESP  | 1:36.35      |
| 28     | Valya Tsybulskaya       | BLR  | 1:36.44      |
| 29     | Anikó Szebenszky        | HUN  | 1:36.46      |
| 30     | Jolanta Dukure          | LAT  | 1:36.54      |
| 31     | Sonata Milušauskaitė    | LTU  | 1:37.14      |
| 32     | Larisa Khmelnitskaya    | BLR  | 1:37.39      |
| 33     | Lisa Langford-Kehler    | GBR  | 1:37.47      |
| 34     | Ivis Martínez           | ESA  | 1:38.07      |
| 35     | Olive Loughnane         | IRL  | 1:38.23      |
| 36     | Khristina Kokotou       | GRE  | 1:38.52      |
| 37     | Anita Liepiņa           | LAT  | 1:39.17      |
| 38     | Chen Yueling            | USA  | 1:39.36      |
| 39     | Lisa Sheridan-Paolini   | AUS  | 1:40.57      |
| 40     | Yelena Kuznetsova       | KAZ  | 1:42.45      |
| 41     | Teresita Collado        | GUA  | 1:43.28      |
| 42     | Geovanna Irusta         | BOL  | 1:43.34      |
| 43     | Zuzana Blažeková        | SVK  | 1:44.03      |
| 44     | Debbi Lawrence          | USA  | 1:47.20      |
| 45     | Bahia Boussad           | ALG  | 1:52.50      |
| —      | Kathrin Born-Boyde      | GER  | DNF          |
| —      | Aida İsayeva            | AZE  | DNF          |
| —      | Olga Polyakova          | RUS  | DNF          |
| —      | Katarzyna Radtke        | POL  | DNF          |
| —      | Annarita Sidoti         | ITA  | DNF          |
| —      | Mayya Sozonova          | KAZ  | DNF          |
| —      | Irina Stankina          | RUS  | DNF          |
| —      | Liu Hongyu              | CHN  | DSQ          |
| —      | María Graciela Mendoza  | MEX  | DSQ          |
| —      | Janice McCaffrey        | CAN  | DSQ          |
| —      | Elisabetta Perrone      | ITA  | DSQ          |
| —      | Jane Saville            | AUS  | DSQ          |